# Zygmunt Otto (rzeźbiarz)
Zygmunt Józef Otto (ur. 19 marca 1874 we Lwowie, zm. 15 listopada 1944 w Warszawie) – polski rzeźbiarz.

## Życiorys
Urodził się 19 marca 1874 we Lwowie, w rodzinie Karola i Tekli z Malskich. Ukończył cesarsko-królewską Szkołę Przemysłu Artystycznego we Lwowie oraz Szkołę Sztuk Pięknych w Krakowie. 
Odnosił sukcesy w konkursach na dekoracje rzeźbiarskie warszawskich budynków: w 1898 zdobył I nagrodę w konkursie na dekorację rzeźbiarską zdobiącą fronton gmachu Towarzystwa Zachęty Sztuk Pięknych w Warszawie, a w 1900 został laureatem konkursu na projekt wodotrysku przed tym gmachem. W 1927 zdobył II nagrodę w konkursie na projekt pomnika na Placu Wolności w Poznaniu. Otrzymał także złoty medal na wystawie w Rydze. Związał się z Towarzystwem Zachęty Sztuk Pięknych, którego był członkiem rzeczywistym (w latach 1905–1939). Wystawiał m.in. w warszawskiej Zachęcie i Instytucie Propagandy Sztuki oraz na prowincji i za granicą. Był prezesem Związku Zawodowego Artystów Rzeźbiarzy. 
Z jego dorobku zachowały się m.in. warszawskie realizacje z zakresu rzeźby architektonicznej, takie jak dekoracje Hali Koszyki, gmachu Centralnego Towarzystwa Rolniczego, kamienicy pod Gigantami, gmachu Stowarzyszenia Techników, gmachu hipoteki (obecnie al. „Solidarności” 58) oraz posągi orłów i płaskorzeźby na elewacji Domu pod Orłami. 
Od 1905 był mężem Jadwigi z Dąbrowskich h. Ślepowron (zm. 1948). 
Mieszkał m.in. przy ul. Poselskiej na Saskiej Kępie w Warszawie. Zmarł 15 listopada 1944. Pochowany na cmentarzu za torem; ekshumowany 22 listopada 1946 na cmentarz Powstańców Warszawy (kwatera 82); ponownie ekshumowany na cmentarz Powązkowski (kwatera 74-6-29).

## Galeria

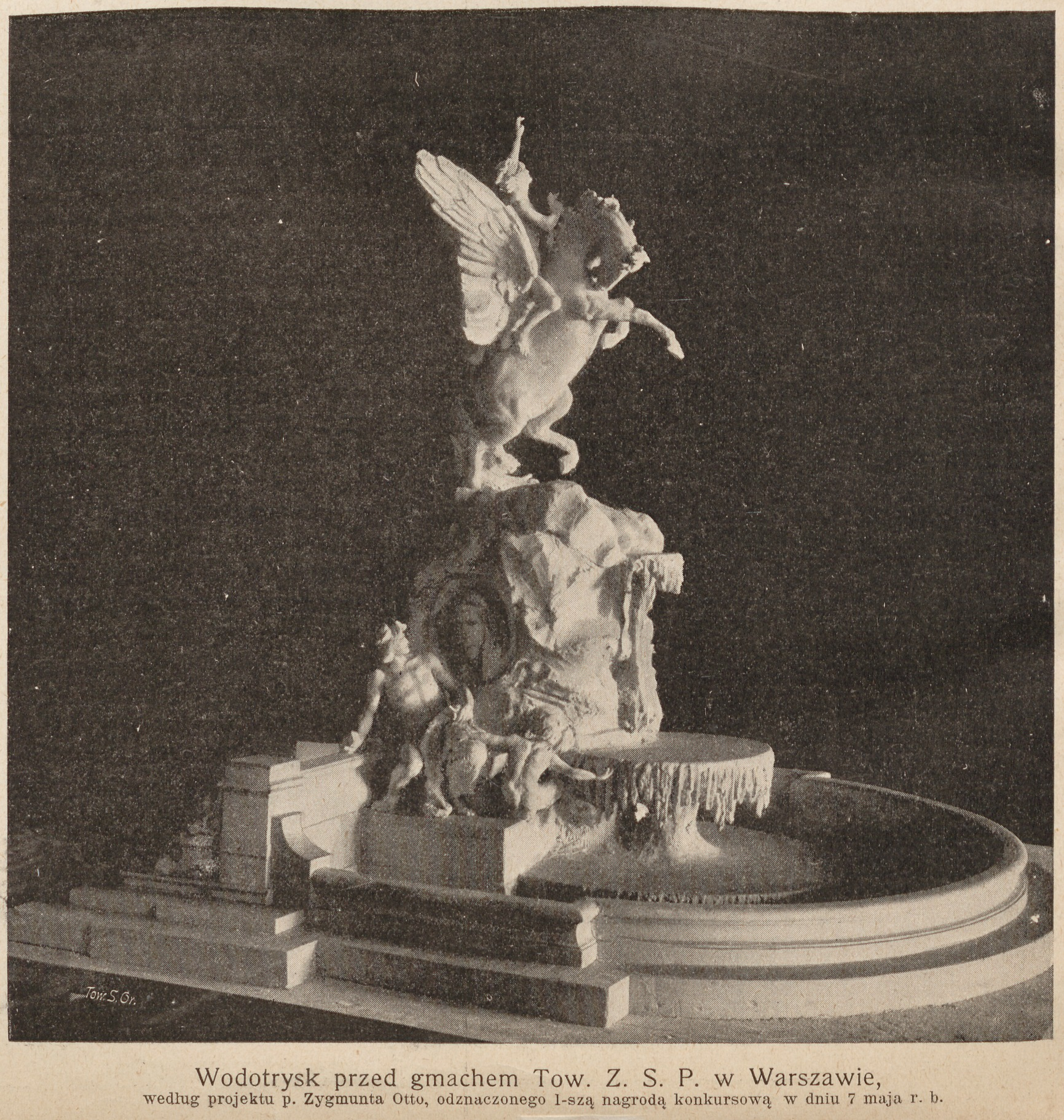
Wodotrysk przed gmachem Towarzystwa Zachęty Sztuk Pięknych w Warszawie (zwycięska praca konkursowa, 1900)
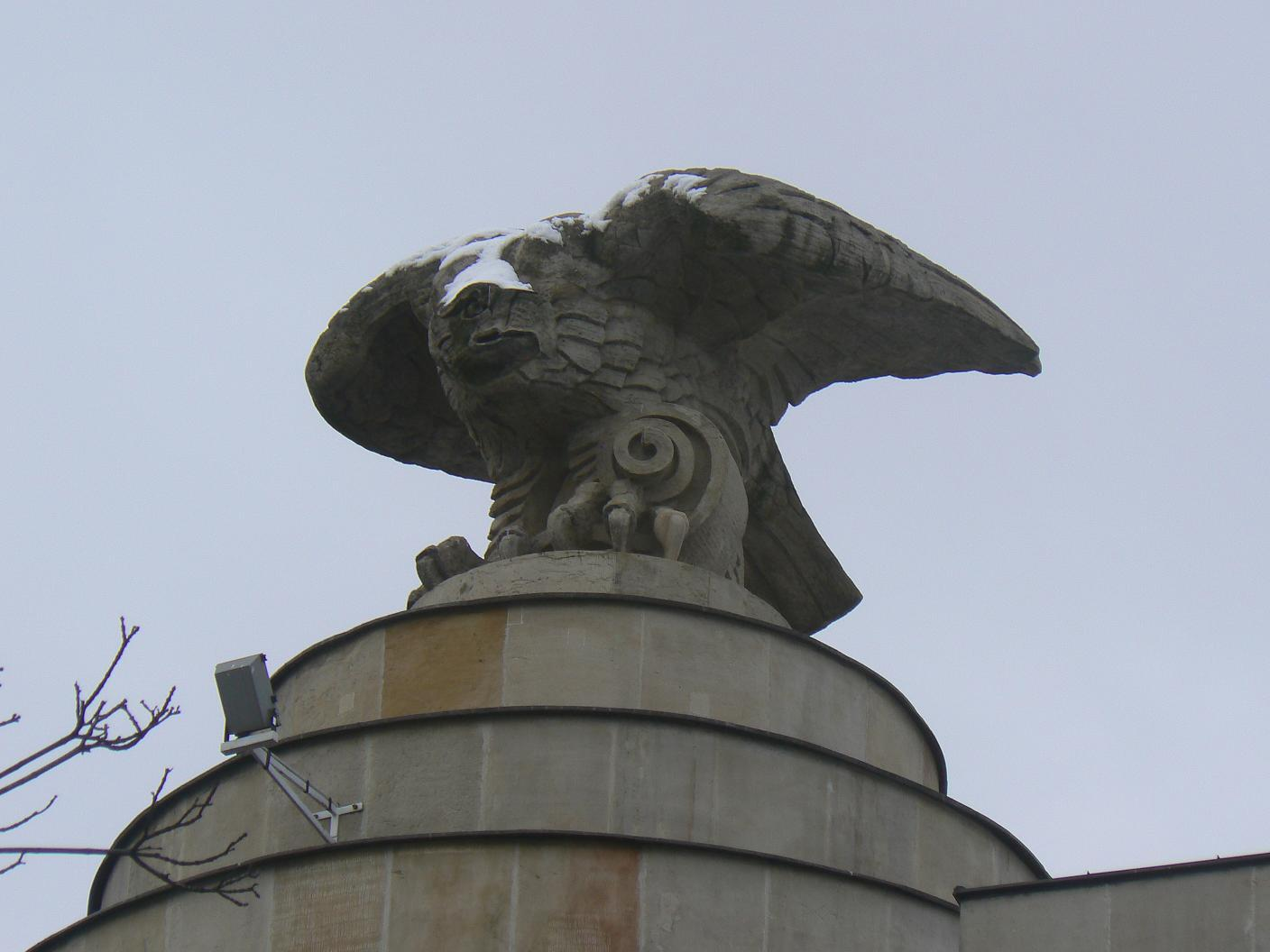
Rzeźba orła na Domu pod Orłami
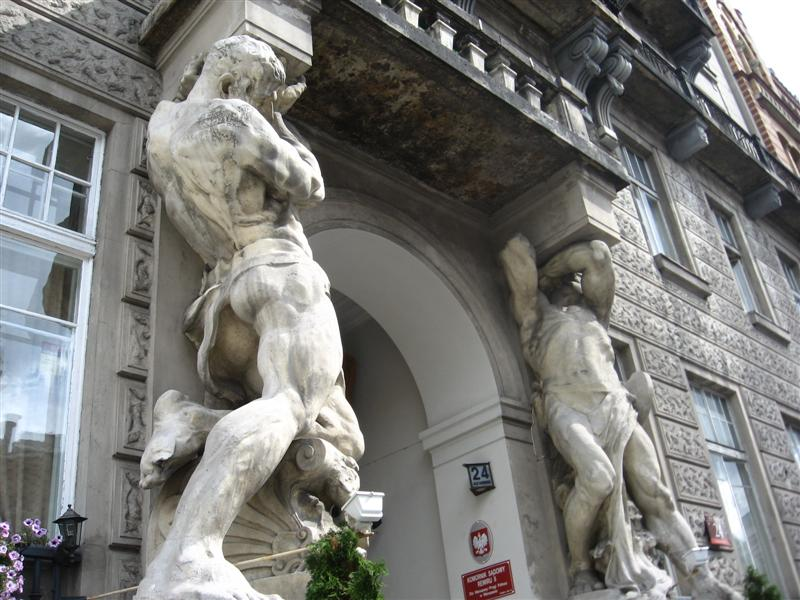
Figury gigantów flankujące główne wejście do kamienicy pod Gigantami
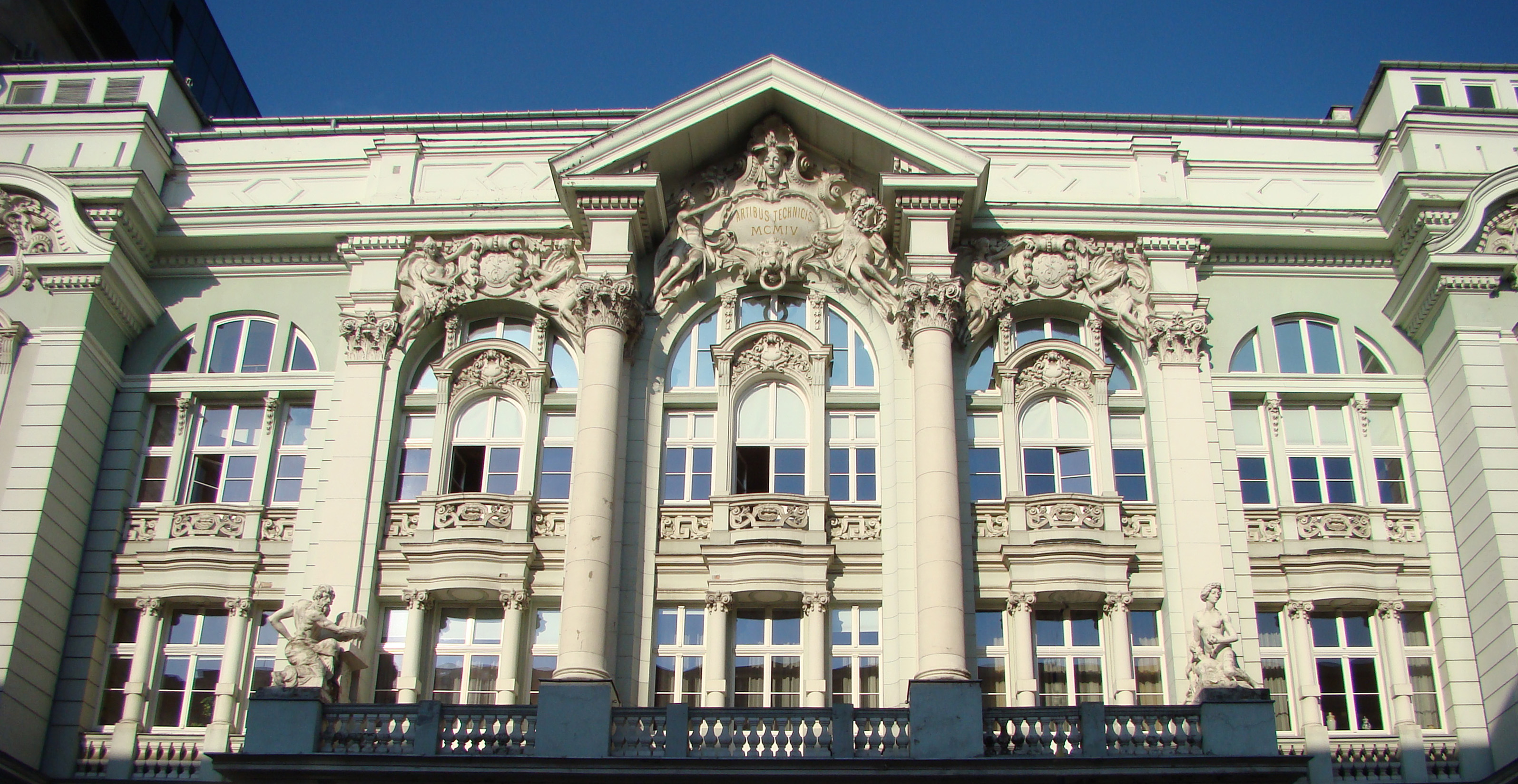
Detale architektoniczne na gmachu Stowarzyszenia Techników w Warszawie